# Gottmadingen
Gottmadingen est une commune allemande du Bade-Wurtemberg, située dans l'arrondissement de Constance, dans le district de Fribourg-en-Brisgau.
Elle est jumelée avec les villes de Champagnole en France, Caselle in Pittari en Italie, et Randegg en Autriche.